# Effendi
 (avril 2016).
Si vous disposez d'ouvrages ou d'articles de référence ou si vous connaissez des sites web de qualité traitant du thème abordé ici, merci de compléter l'article en donnant les références utiles à sa vérifiabilité et en les liant à la section « Notes et références ».

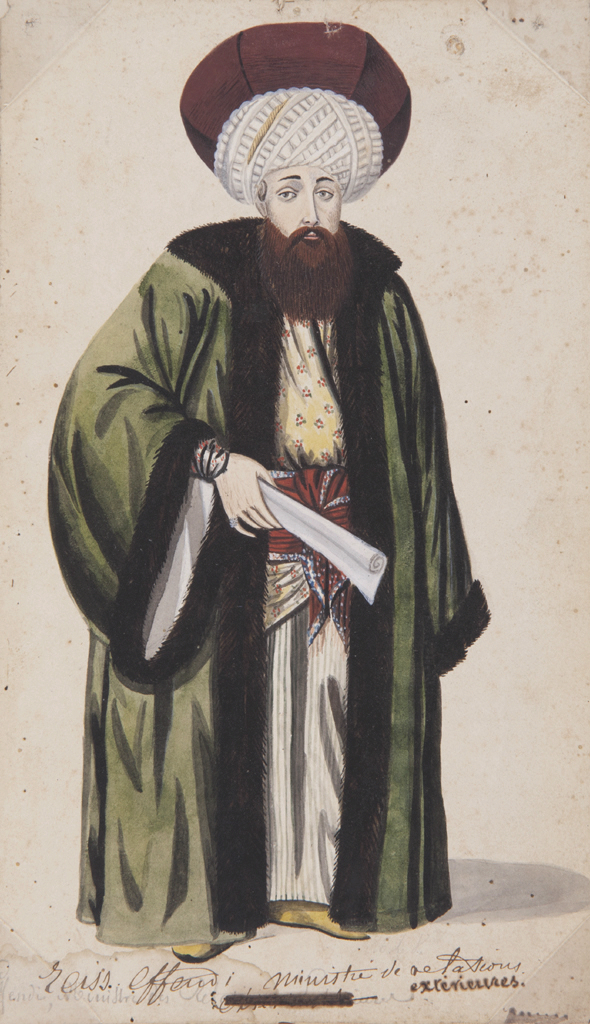
Reis Effendi ministre des relations extérieures, collection Bonie

Effendi, mot turc que l'on fait dériver d'un mot du grec médiéval, authentès (αυθεντης), prononcé afthendis (seigneur, maître), sert à désigner les gens de loi, les fonctionnaires civils, les savants, les lettrés ; il se place à la suite d'un nom propre ou du nom de la profession.

## Variantes

### Empire colonial Britannique
Effendi était aussi le plus haut grade qu'un Africain noir pouvait atteindre dans la British King's African Rifles, l'armée coloniale britannique en Afrique orientale. Il correspondrait au grade de lieutenant mais sans le titre d'officier.

## Source bibliographique
Cet article comprend des extraits du Dictionnaire Bouillet. Il est possible de supprimer cette indication, si le texte reflète le savoir actuel sur ce thème, si les sources sont citées, s'il satisfait aux exigences linguistiques actuelles et s'il ne contient pas de propos qui vont à l'encontre des règles de neutralité de Wikipédia.